# Domince
Die Domince war eine kombinierte Auto- und Personenfähre, die 1966 als Nordfriesland gebaut wurde. 

## Geschichte

### Nordfriesland
Das Fährschiff wurde 1966 unter der Baunummer 1242 auf der Husumer Schiffswerft GmbH in Husum als Nordfriesland für die Wyker Dampfschiffs-Reederei (W.D.R.) gebaut. Stapellauf war am 7. April 1966. Am 11. Juni 1966 wurde das Schiff an die Reederei abgeliefert. Seitdem fuhr die Fähre zwischen dem Festlandshafen Dagebüll und den Inseln Föhr und Amrum. Im Jahr 1971 wurde die Fähre umgebaut, es wurden unter anderem die Rettungsboote entfernt. 

### Limbara
1977 wurde die Nordfriesland nach Cagliari an die „Tirrenia“ di Navigazione S.p.A. verkauft und 1978 in Limbara umbenannt. Sie verkehrte nun zwischen Porto Vesme und Carloforte. Zum 1. Januar 1988 wurde sie an Sardegna Regionale Marittima (SAREMAR) in Cagliari verkauft. Sie verkehrte weiterhin auf ihrer Linie.

### Domince
1992 wurde sie an Mediteranska Plovidba d.d. im kroatischen Dubrovnik verkauft und in Domince – nach einer Ortschaft auf der Insel Korčula – umbenannt. Dort verband sie den Festlandshafen Drvenik und die Insel Korčula.
Nach einem ungeklärten Wassereinbruch am 26. August 2009 musste das Schiff aus dem Verkehr genommen werden. Es wurde aufgelegt und zum Verkauf angeboten. Im Mai 2010 wurde das Schiff auf der Viktor Lenac Shipyard in Rijeka abgewrackt.